# Domian

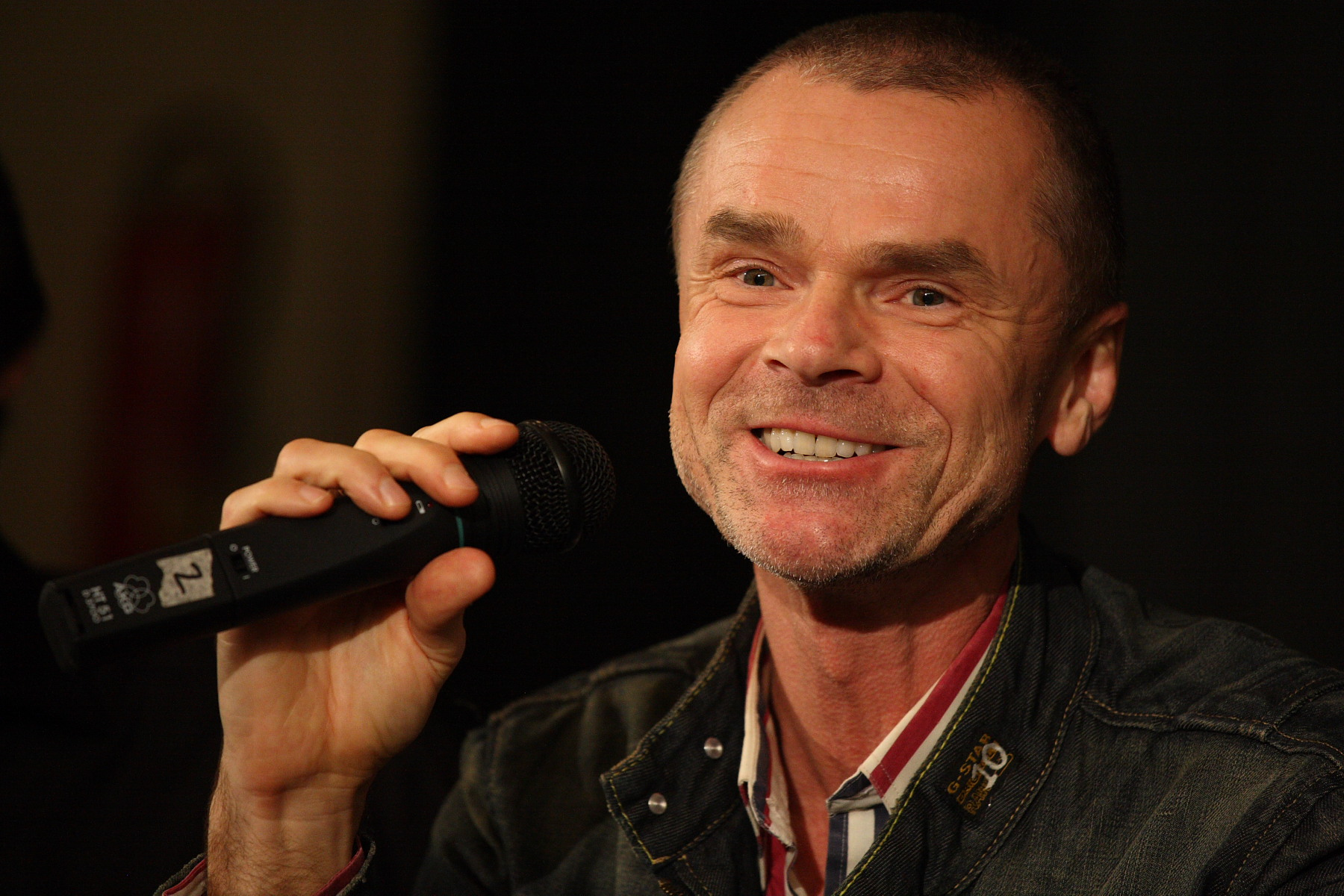
Jürgen Domian (2008)

Domian war eine Telefon-Talkradio-Sendung des Hörfunksenders 1 Live, die außerdem zur selben Zeit im WDR Fernsehen übertragen und vom 3. April 1995 bis zum 17. Dezember 2016 ausgestrahlt wurde. Moderiert wurde sie von Jürgen Domian.

## Hintergrund
Der Radiosender WDR 1 strahlte von 1991 bis 1995 werktäglich von 15 bis 16 Uhr eine auf Jugendliche zugeschnittene Sendung namens Riff – der Wellenbrecher aus. Zu einem vorgegebenen Thema, zunächst mittels Reportagen und Expertentalks journalistisch aufbereitet, wurden im Verlauf jeder Sendung zunehmend anrufende Zuhörer einbezogen. Die Ausnahme: Ab 1993 wurde freitags auf journalistische Aufbereitung verzichtet, und Moderator Jürgen Domian erteilte von der ersten Minute an Zuhörern das Wort – ohne konkrete Themenvorgabe. Das Konzept war: Die Anrufer dürfen über alles sprechen. Rasch entwickelte sich dieses Format namens Die heiße Nummer zu einer der beliebtesten WDR-Radiosendungen.
Im Rahmen der Umwandlung von WDR 1 in 1 Live im Frühjahr 1995 regte der damalige Intendant Fritz Pleitgen bei Jürgen Domian eine neue Live-Sendung mit Telefonanrufen an. Seit der Erstausstrahlung am 2. April 1995 wurde Domian zeitlich parallel zur Radiosendung im WDR-Fernsehen ausgestrahlt, so dass Anrufer und Zuschauer den Moderator nicht nur akustisch, sondern auch visuell wahrnehmen konnten. Das Konzept wurde durch einen USA-Aufenthalt im selben Jahr beeinflusst, auf dem Domian das dort erfolgreiche Talkradio mit seinen bimedialen Aspekten kennenlernte. Als spezifisches Vorbild nannte er andererseits die Live-Sendung Hallo Ü-Wagen der Radiojournalistin Carmen Thomas.
Am 9. März 2015 teilte der WDR mit, die Sendung werde auf Wunsch des Moderators Ende 2016 eingestellt. Die Einstellung geschah aufgrund von gesundheitlichen Problemen des Moderators. Der WDR werde Jürgen Domian und seiner Sendung einen würdigen Abschied bereiten, erklärte 1-Live-Programmchef Jochen Rausch. Die Ausstrahlung der letzten Sendung lief in der Nacht vom 16. auf den 17. Dezember 2016 und hatte 380.000 Zuschauer.
Am 8. November 2019 sendete der WDR erstmals die Nachfolgesendung Domian live. Die Sendung lief zunächst bis zum 18. Dezember 2020. Seit dem 9. April 2021 wurde Domian live fortgesetzt. Zudem gab es im wöchentlichen Wechsel zur Livesendung einen Podcast. Am 4. April 2022 teilte Jürgen Domian auf Twitter mit, dass Domian live nicht fortgeführt wird, weil er sich mit dem WDR nicht einigen konnte.

## Profil
Jürgen Domian beschreibt sein Ziel für das jeweilige Gespräch als „so schnell wie möglich, ohne den Anrufer zu bedrängen, sein Anliegen, die wichtigsten Eckdaten seiner Geschichte zu erfragen. Auf dieser Basis kann ich weiterarbeiten: Zum Beispiel meine Meinung sagen, einen Rat formulieren oder gemeinsam mit dem Anrufer eine Lösung überlegen. [Am Ende des Interviews] darf keine entscheidende Frage mehr offen bleiben“. Er erlernte die Grundlagen seiner Fragetechnik im Rahmen seiner Ausbildung beim WDR von Hanko Bommert, Professor für Psychologie an der Universität Münster.
Der Moderator versucht, in möglichst freundschaftlicher und authentischer Atmosphäre als Privatmensch zu erscheinen, d. h. auch persönliche Meinungen kundzutun, viel von sich selbst preiszugeben. Da die Anrufer sehr häufig Ratschläge bezüglich ihrer Probleme suchen, lässt sich diese Sendung durchaus dem Ratgeberjournalismus zuordnen – allerdings mit der Einschränkung, dass es einigen Anrufern anstelle von Ratschlägen eher um eine Meinungsplattform geht oder auch darum, einfach etwas Unterhaltsames darzubieten.
Maskottchen der Sendung war ein 679 Gramm schwerer, weißer Hirsch aus Porzellan, der während der Sendung im Hintergrund stand. Der Hirsch war Domian von einem langjährigen Mitarbeiter geschenkt worden, 2016 wurde er auf Ebay für 43.000 Euro versteigert. Der Erlös war für die Palliativstation der Uniklinik Köln vorgesehen, um zur Finanzierung einer Einrichtung beizutragen, in der Palliativmedizin und Hospiz erstmals in Deutschland zusammengeführt werden sollen. Der Käufer, ein Schweizer Arzt, gab in der vorletzten Sendung bekannt, Domian die Figur zu schenken. Nach einem längeren Telefongespräch mit Domian rundete der Käufer den Betrag auf 50.000 € auf. Domian vermachte daraufhin den Hirsch der Palliativstation.

## Bekannte Gespräche
Einige der Gespräche wurden als besondere Skurrilitäten mit Kult-Status oder aufsehenerregende und bewegende Unterhaltungen bekannt und mehrfach in den Medien wiedergegeben.
Die größte Bekanntheit erreichte wohl die vermeintliche sexuelle Vorliebe eines 26-jährigen Anrufers im Jahr 1996, der in der Sendung erzählte, dass er sich regelmäßig aus 60 Kilogramm Hackfleisch eine Frau modelliere und sich damit sexuell befriedige. Der Anruf war von der Metal-Band Cancer Barrack als Anspielung auf ihren Song Beischlaf mit 60 kg Hackfleisch getätigt worden. Das Gespräch wurde in der vorletzten Sendung im Dezember 2016 als Hommage von einem Märchenerzähler vorgetragen.
Ebenfalls Kultstatus erhielt eine damals 73-jährige Anruferin im Jahre 2013, die ihre Geschichte zum Thema „Es geschah im Wald“ erörterte. Sie erzählte von ihrem Erlebnis nahe eines Friedhofs. Dort traf sie einen fremden Mann, der sie sexuell oral befriedigen wollte. Besonders die Art, wie die Anruferin ihr Erlebnis schilderte, war markant.
Sowohl in der letzten Folge von Domian Ende 2016, als auch bei Domian redet wurde das Telefonat erneut aufgegriffen, wobei sie bei ersterem erneut anrief.

## Organisation
Die Sendung wurde bis zum 23. März 2012 aus dem Studio B des Hörfunksenders 1 Live im Kölner Mediapark gesendet. Nach dem Umzug des gesamten Senders im April 2012 in die Kölner Innenstadt (Mörsergasse) wurde Domian in einem neuen Studio produziert, das mit neuer Kulisse und modernem, technischem Equipment (LED-Beleuchtung, HD-Kameras, TriCaster-Regiesystem) ausgestattet war. Ab der ersten Sendung von dort am 17. April 2012 kamen zwei unterschiedliche Kameras und Einstellungen zum Einsatz.
Seit der Nacht auf den 21. April 2009 wurde die Sendung im 16:9-Format ausgestrahlt; seit der Nacht auf den 1. Mai 2012 in nativem HD.
Sendezeiten waren dienstags bis samstags von 1:00 Uhr bis 2:00 Uhr. Bis Ende 2008 dienstags und donnerstags, seit Anfang 2009 nur noch mittwochs legte die Redaktion ein Thema fest. Gegenstände einer solchen Themennacht reichten von gesellschaftlichen Tabus über soziale Phänomene bis hin zu menschlichen Abgründen. An den anderen Tagen durften die Anrufer beliebige Themen vorschlagen.
Jeweils eine Stunde vor Beginn jeder Sendung hatten die Zuschauer und -hörer die Möglichkeit, sich per Telefon, Fax oder E-Mail bei der Domian-Redaktion zu melden, um mit ihrem Thema in die Sendung geschaltet zu werden. Bis zu 200 konnten ihr Anliegen im Vorgespräch darlegen, und sechs bis zehn schafften es in die Sendung. Die Einschaltquoten schwankten zwischen 40.000 und 60.000 Zuschauern und -hörern. Laut eigenen Angaben führte Domian innerhalb der ersten dreizehn Jahre ungefähr 18.000 Gespräche. Bis Ende 2016 führte Domian laut Sabine Heinrich über 25.000 Gespräche.
Drei Rechercheure nahmen die Anrufe entgegen und entschieden bei einem Vorgespräch über die Durchstellung der Anrufer an die Regie. Abgesehen vom Themenvorschlag gab es formale Auswahlkriterien: Die akustische Qualität der Verbindung musste akzeptabel sein, und der Anrufer musste sich ausreichend „fit“ anhören, durfte also weder durch Rauschmittel oder Müdigkeit oder Krankheit beeinträchtigt klingen. Menschen in erkennbar schwereren Krisen verbanden die Rechercheure direkt mit wissenschaftlich ausgebildeten Psychologen, die zur etwa 25-köpfigen Domian-Redaktion gehörten.
Die letzte Hürde war der sogenannte Realisator. Er rief die von den Rechercheuren Vor-Ausgewählten an, führte ein Vertiefungsgespräch und entschied dann, ob der einzelne Anrufer ins Programm aufgenommen wurde.
Redaktionelle Verantwortung trug ein 1-Live-Redakteur, der diese Aufgabe immer über Jahre übernommen hatte. Anders als der Rest des Teams, das wochenweise arbeitete, war der Redakteur ständig für die Sendung tätig.
Die Sendung begann mit einem halbminütigen musikalischen Vorspann, der im Fernsehen Jürgen Domian beim Fahren eines Taxis zeigte und dessen Musik in beiden Medien den jeweils aktuellen Jingles von 1Live angepasst war. Dann rief der Moderator die vom Realisator ausgewählten Anrufer einzeln auf und sprach mit ihnen. Diese Gespräche wurden ausgestrahlt. Damit der Moderator sich möglichst authentisch und spontan verhalten konnte, waren ihm vor Beginn des Gesprächs nur der Vorname und das Alter des Anrufers bekannt.

## Forschung
Aufgrund der Besonderheit dieses Sendekonzeptes war Domian mehrfach Gegenstand von Forschungsbemühungen, insbesondere im Rahmen von Diplom- und Magisterarbeiten.

### Publikumsforschung
Die einzige repräsentative Untersuchung zum Publikum der Sendung führte der Radiotrend, ein Projekt der WDR-Abteilung Unternehmensplanung und Medienforschung, im September 1996 durch. Per Telefon befragt wurden 1000 in Nordrhein-Westfalen wohnende Personen ab 14 Jahren. Diese Untersuchung wurde repräsentativ angelegt, die Ergebnisse werden im Folgenden vorgestellt.
Ein Fünftel der Befragten hatte das Talkradio schon einmal gehört oder gesehen: Jüngere häufiger als ältere, Höhergebildete häufiger als Geringgebildete, Männer häufiger als Frauen. Von diesen Personen rezipierte jeder Zwanzigste die Sendung vier- bis fünfmal pro Woche, jeder Zehnte zwei- bis dreimal und jeder fünfte einmal. Nach der Bewertung der Sendung auf einer zehnstufigen Skala (null = „sehr schlecht“; zehn = „sehr gut“) ergab sich ein Mittelwert von sechs Punkten. Frauen gaben eher bessere Bewertungen als Männer, Jüngere eher bessere als Ältere, Geringgebildete bessere als Höhergebildete. Fünf Prozent der Domian-Rezipienten hatten bereits selbst angerufen, darunter niemand mit Abitur oder Studium; die Bereitschaft zum Anrufen korrelierte negativ mit der Bildung. Die Hälfte aller Befragten schloss einen eigenen Anruf definitiv aus.
Die Rezipienten wurden weiter gefragt, inwieweit sie fünf Aussagen zur Bewertung zustimmten. Hierbei erhielt die Aussage, dass Domian Einblicke in menschliche Abgründe und Schicksale ermögliche, eine besonders häufige Zustimmung – nämlich bei drei Vierteln der Befragten. Aus Sicht von 60 Prozent bot das Format gute Unterhaltung. Personen mit allgemeiner Hochschulreife oder Studienabschluss meinen dies seltener als Menschen mit niedrigerer formaler Bildung. Dass die Sendung zu Gesprächen mit Freunden und Bekannten anrege, meinten rund 40 Prozent. Diese Zustimmungsquote erreichten auch die beiden letzten Aussagen: einerseits, dass die Sendung viele sachliche Informationen biete, andererseits, dass sich durch Domian eigene Probleme relativierten.

### Ergebnisse zu Anrufermotivationen
Die Untersuchung von Schweers aus dem Jahr 1995 liefert eine deskriptive Beantwortung der Frage, warum Menschen bei Domian anrufen und wie sie das Telefongespräch im Nachhinein bewerten. 102 Personen, die bei Domian angerufen und mit dem Moderator „live on air“ gesprochen hatten, wurden dabei telefonisch interviewt. Es handelte sich um standardisierte Interviews von 10 bis 15 Minuten Dauer, bestehend aus 20 überwiegend geschlossenen Fragen.
In der Studie war das Verhältnis von Männern und Frauen etwa gleich. Drei Viertel sind jünger als 35 Jahre, der Großteil ist ledig, das Bildungsniveau „relativ hoch“. Zwei Drittel stammen aus Nordrhein-Westfalen. Obwohl die Sendung gerade in diesem Bundesland über den Radiosender 1 Live empfangen werden kann, verfolgen 90 Prozent aller Befragten Domian im Fernsehen. Drei Viertel der Befragten gaben an, die Sendung mindestens dreimal wöchentlich einzuschalten, wobei besonders Frauen und Alleinlebende die Sendung täglich rezipieren.
Die Untersuchung der Rezeptionsmotive der Probanden ergab, dass knapp vier Fünftel etwas über das Schicksal anderer Menschen erfahren wollten. Dieses Motiv war bei älteren und alleinlebenden Rezipienten sowie bei solchen mit geringer formaler Bildung überdurchschnittlich ausgeprägt. Die Motive Unterhaltung und Information wurden von jeweils knapp drei Vierteln genannt. Mit steigender formaler Bildung nahm die Neigung ab, die Sendung als informativ und unterhaltend einzuschätzen. Rund 60 Prozent schalteten die Sendung ein, um von der Erfahrung anderer Menschen zu lernen, wobei dieses Motiv insbesondere seitens Alleinlebender und Älterer genannt wurde. Die Anregung von Phantasie wurde ebenso wie die Überwindung von Einsamkeit bei etwas weniger als der Hälfte als Motiv festgestellt. Unter denjenigen, die das Talkradio einschalteten, um nicht allein zu sein, waren auffällig viele Alleinlebende und Verwitwete. Die Anrufer interessierten sich besonders für witzige, spannende Erlebnisse und Geschichten (75 Prozent) und für psychische Probleme (71 Prozent). Mit gewissem Abstand folgen Lebensschicksale (58 Prozent) und Liebe, Beziehungen (51 Prozent). Relativ abgeschlagen sind die Themen Hobbys (38 Prozent) und Sex (36 Prozent).
Vor ihrem Anruf bei Domian hatten sich etwa drei Viertel der Befragten noch nie an einer Radio- oder Fernsehsendung beteiligt. Nichtsdestoweniger gaben genauso viele Anrufer an, diesbezüglich keine Scheu gehabt zu haben. Wenn Scheu vorhanden war, dann meistens aufgrund der Sorge, erkannt zu werden. Auf die Frage nach dem Beweggrund für ihren Anruf gaben 23 Prozent der Probanden an, dass sie anderen Menschen durch ihren Beitrag helfen und Mut machen wollten. 18 Prozent suchten Hilfe, einen konkreten Rat, und 16 Prozent meinten, dass sie etwas Wichtiges zu sagen hatten. 13 Prozent der Anrufer teilten ihre persönlichen Erlebnisse zu einem bestimmten Thema mit, 10 Prozent wollten ausprobieren, „wie das ist, in einer solchen Sendung mitzumachen“. 9 Prozent wollten einmal mit dem Menschen Jürgen Domian reden und 7 Prozent sich aussprechen. Knapp 4 Prozent hatten als Reaktion auf einen vorausgegangenen Anruf von jemand anderem angerufen. Nur für 2 Prozent der Befragten war das starke Interesse an einem vorgegebenen Thema der Grund für den Anruf.
Dass ihre Entscheidung, sich an das Talkradio zu wenden, mit dem Menschen Jürgen Domian zu tun hatte, gaben fast 70 Prozent der Befragten an. Bei drei Vierteln von ihnen war die als sympathisch empfundene Ausstrahlung des Moderators der Grund. Auf die offene Frage, welche Eigenschaften sie dem Moderator zuschreiben, gaben sämtliche Befragten positive Eigenschaften an, von Toleranz und Offenheit über Intelligenz und Zivilcourage bis hin zu positiver Lebenseinstellung. Nur knapp jeder fünfte äußerte auch negative Eigenschaften wie Ungeduld, teilweise wird der Moderator auch als „zu tolerant“ bezeichnet.
Beim Gespräch mit Jürgen Domian fühlten sich 88 Prozent der Anrufer ernst genommen. 74 Prozent äußerten sich insgesamt zufrieden mit dem Gespräch. Von den Anrufern, die mit der Motivation der Hilfesuche bei Domian angerufen hatten, sind im Nachhinein über zwei Drittel mit den vom Moderator erteilten Ratschlägen zufrieden.

### Ergebnisse zur Anruferzufriedenheit
Der Kommunikationswissenschaftler Daniel Krause untersuchte im Jahr 2006 Zusammenhänge zwischen bestimmten Motivationshaltungen und Gratifikationserfahrungen:
- Solche Anrufer, die mediale Beratung suchten, wurden eher enttäuscht: Sie bedauern rückblickend die Behinderung ihres drängenden Gesprächsflusses durch suggestive und insistierende Redetechniken Jürgen Domians. Die diesbezügliche Enttäuschung korreliert negativ mit der Fähigkeit, über funktionale Unterschiede zwischen professioneller Beratung und Talkradio zu reflektieren. Krauses Studie hält der Sendung jedoch zugute, dass deren redaktionelles „Vernetzungswissen“ dazu führte, dass Anrufer im Nachhinein teilweise erfolgreich an geeignete Psychologen vermittelt wurden.
- Tendenziell zufriedener waren solche Anrufer, die ohne „beraten“ werden zu wollen eher etwas „mitzuteilen“ gedachten. Auch sie bedauerten den suggestiv-einengenden Charakter der Gesprächsführung, waren jedoch grundsätzlich mit dem gelungenen Verbreiten ihrer Botschaften zufrieden. Sie können sich teils als „Randgruppenanwälte“ profilieren, wobei Krauses Studie insbesondere sexuelle Minderheiten anführt. Allerdings befanden sich unter den Anrufern auch sogenannte „Faker“, deren Gratifikation sich in Stolz darüber ausdrückt, den Moderator mit ausgedachten Geschichten „ausgetrickst“ zu haben, etwa durch Vortäuschung besonders extravaganter Sexualpräferenzen.

## Sondersendungen
Von Oktober 2004 bis Dezember 2005 gab es eine 45-minütige Samstagssendung, in der ein prominenter Gast Jürgen Domian und den Anrufern Rede und Antwort stand. Diese wurde im WDR Fernsehen Samstagabend gegen 23:45 Uhr gesendet. Im Radio wurde sie in der Nacht auf Dienstag von 1:00 bis 1:45 Uhr wiederholt. Demgegenüber wurden die regulären Sendungen nicht grundsätzlich wiederholt.
Im Juli 2007 gab es, während der Sommerpause des Radioformats, eine Reihe mit dem Namen Domian unterwegs, in welcher Jürgen Domian Anrufer seiner Sendung zu Hause besuchte und sich ihre Geschichten anhörte. Jede Sendung hatte eine Sendezeit von 30 Minuten; in dieser Zeit wurden drei Fälle vorgestellt. Jürgen Domian selbst sagte dazu: „Ich finde es ausgesprochen reizvoll, einige meiner akustischen Gäste persönlich kennenzulernen, ihnen in die Augen zu sehen und von Angesicht zu Angesicht mit ihnen zu reden.“

## Auszeichnungen
- Jürgen Domian erhielt für die Sendung Domian im Januar 2003 die Verdienstmedaille des Verdienstordens der Bundesrepublik Deutschland[21]
- 2015 wurde der Moderator der Sendung mit dem Sonderpreis der Jury des Robert-Geisendörfer-Preises ausgezeichnet[22]
- 2016 wurde Jürgen Domian der Sonderpreis der WDR 1LIVE Krone 2016 (Deutschlands größter Radio Award) verliehen. Mit dem Sonderpreis werden herausragende Künstler geehrt, er wird von der 1-Live-Redaktion vergeben. Der Moderator wurde am 1. Dezember 2016 in der Bochumer Jahrhunderthalle ausgezeichnet.

## Soziale Netzwerke
Ab dem 11. November 2010 war die Redaktion von Domian bei Twitter angemeldet. Der Twittername lautete zunächst RedDomian (Abkürzung für Redaktion Domian), am 24. November 2010 wurde ihr der bestehende Twittername domian übergeben, den sie fortan benutzte. Während der Sendung selbst (von 1 bis 2 Uhr) twitterte der Sendungsredakteur unter diesem Namen. Mittels des Suchbegriffs #domian diskutierten jeden Abend zahlreiche User die aktuelle Sendung. #domian schaffte es so immer wieder unter die Top 10 der Twitter trending topics.
Seit dem 29. April 2011 ist Jürgen Domian ebenfalls bei Facebook angemeldet und kommentierte dort gelegentlich einzelne Anrufe der vorangegangenen Sendung oder aktuelle gesellschaftliche Themen. Das autorisierte Profil besteht neben anderen, die aber in keiner Verbindung zu Jürgen Domian oder der Redaktion stehen.
Am 18. März 2013 löschte Facebook mehrere seiner Beiträge und ebenso die Kommentare anderer Nutzer zur Homo-Ehe. Jürgen Domian hatte sich in einem Beitrag kritisch zu dem Auftritt des konservativen katholischen Publizisten Martin Lohmann (CDU) in der TV-Sendung Günther Jauch geäußert. Diesen Beitrag lasen laut Facebook-Statistik 1,1 Millionen Menschen. Auch sein Text zum neuen Papst Franziskus entsprach nicht den Richtlinien von Facebook, wie ihm mitgeteilt wurde. Am 19. März bat Facebook Deutschland schließlich in Form eines Briefes von Tina Kulow bei Jürgen Domian um Entschuldigung; wiederhergestellt wurden die gelöschten Inhalte allerdings nicht.

## Domian-Parodien als Internetphänomen
Aufgrund der teils sehr skurrilen und außergewöhnlichen Themen in der Sendung und der daraus resultierenden Aussagen des Moderators eignete sich die Sendung gut für Domian-Parodien in Form von YouTube-Kacke, in der sehr absurde Zusammenschnitte erzeugt werden können. Hierbei wurden Running Gags und andere wiederkehrende Elemente eingebaut und ein Moderator „geschaffen“, der gern seine Anrufer verspottet. Die Zusammenschnitte selbst waren auch Thema eines Anrufers in der echten Sendung. Kritik vom Moderator gab es an der Verächtlichmachung von Menschen, die zu tragischen Themen anriefen; Wordmixing zu Sexthemen jedoch sah er gelassen. Besonders oft wurden hierbei LKW-Fahrer, einer von Domians Psychologen und einige Anrufer hervorgehoben und präsentiert.

## Trivia
In den Gesprächen gab es auch wiederkehrende Elemente. So wies der Moderator regelmäßig Anrufende darauf hin, ihre Fernseher oder Radios leise zu drehen, da man sonst die Geräusche der Geräte höre. Wenn es im Gespräch um Längen ging, nutzte Domian häufig seinen Kugelschreiber oder DIN A4-Papier als Referenzlängen zur Veranschaulichung.